# Louise Fazenda
Louise Fazenda (17 de junio de 1895-17 de abril de 1962) fue una actriz cinematográfica estadounidense, que trabajó principalmente en la época del cine mudo.

## Primeros años y carrera
Nacida en Lafayette (Indiana), su padre, Joseph Fazenda, trabajaba en el negocio de las mercancías. Tras ir a vivir al oeste, Fazenda estudió en la Los Angeles High School y en el Convento de St. Mary. Antes del cine, trabajó para un dentista, para un recaudador de impuestos, y en una tienda de caramelos.
Fazenda se inició en los cortos cómicos en 1913 con los Joker Studios, actuando con frecuencia con Max Asher y Bobby Vernon, siendo pronto reclutada para actuar con el elenco de Mack Sennett en los Keystone Studios.
Como ocurría con muchos de los actores de Keystone, la fama de Fazenda pronto creció por encima de lo que Sennett deseaba pagar, por lo que la actriz dejó de trabajar para Sennett a principios de la década de 1920, buscando mejores papeles y mejor sueldo. 
Se tomó un descanso del mundo del cine en 1921-1922 para intentar dedicarse al vodevil. Posteriormente, y a lo largo de la década, Fazenda actuó en diversos cortos y largometrajes. En el momento de la llegada del cine sonoro, Fazenda era una actriz muy bien pagada, rodando para casi todos los grandes estudios. La actriz continuó trabajando a lo largo de la década de 1930, participando principalmente en musicales y comedias, especializándose en la interpretación de papeles de carácter. 

## Matrimonio y fallecimiento
En 1927 Fazenda se casó con el productor de Warner Brothers Hal B. Wallis, una unión que duró hasta el fallecimiento de la actriz. Tuvieron un hijo, Brent, que trabajó como psicólogo en Florida.
The Old Maid, en 1939, fue la última de sus casi 300 interpretaciones cinematográficas. El resto de su vida lo dedicó al coleccionismo de arte. Louis Fazenda falleció en 1962 en Beverly Hills (California), a causa de una hemorragia cerebral. Fue enterrada en el Cementerio Inglewood Park de Inglewood (California). 
Louise Fazenda fue recompensada con una estrella en el Paseo de la Fama de Hollywood, en el 6801 de Hollywood Boulevard, por su actividad cinematográfica.

## Filmografía seleccionada
- Poor Jake's Demise (1913)
- Almost an Actress (1913)
- Hogan's Romance Upset (1915)
- Fatty's Tintype Tangle (corto) (1915)
- The Bat (1926)
- The Red Mill (1927)
- Noah's Ark (1928)
- Tillie's Punctured Romance (1928)
- Riley the Cop (1928)
- El show de los shows (1929)
- No, No, Nanette (1930)
- High Society Blues (1930)
- Once in a Lifetime (1932)
- Alicia en el país de las maravillas (1933)
- Wonder Bar (1934)
- Caravan (1934)
- Broadway Gondolier (1935)
- The Casino Murder Case (1935)
- The Widow from Monte Carlo (1935)
- Ever Since Eve (1937)
- First Lady (1937)
- Swing Your Lady (1938)
- La solterona (The Old Maid, 1939)